# Emilio Azarola Gresillón
Emilio Azarola Gresillón (Tafalla, Navarra, 1872-1950) fou un enginyer de camins, economista i polític navarrès, membre d'una família basc-navarresa emigrada a l'Uruguai. En les eleccions municipals espanyoles de 1931 que dugueren a la Segona República, resultà escollit alcalde de Doneztebe (Navarra), per la minoria radical-socialista. En les eleccions generals espanyoles de 1931 va ser elegit diputat per la Conjunció Republicano-Socialista pel Partit Republicà Radical Socialista de Navarra
Va ser un dels més vehements opositors a una autonomia conjunta de les quatre províncies d'Àlaba, Guipúscoa, Biscaia i Navarra quan es debatia l'Estatut d'Estella. Va ser el cap de fila dels republicans navarresos que es van oposar a un Estatut únic. Després de la polèmica assemblea en la qual va ser rebutjat, un nombre important de republicans radical-socialistes que advocaven per un Estatut conjunt abandonaren el partit. ( Acta de l'assemblea del 19 de juny de 1932).
El seu germà, contraalmirall de l'Armada i Ministre de Marina durant la República Antonio Azarola Gresillón, va ser afusellat en la Guerra Civil Espanyola pel bàndol franquista, mentre que la seva filla Amelia Azarola Echevarría que estava casada amb l'aviador falangista Julio Ruiz de Alda, va enviduar quan el seu marit va ser assassinat a la Presó Model de Madrid el 23 d'agost de 1936. Va ser cap del gabinet del Ministre de Marina en els anys que el seu germà va ocupar la cartera i director Tècnic de l'Autoritat Portuària de Santa Cruz de Tenerife entre juliol de 1936 i octubre de 1942.